# Michał Straszewski
Michał Anastazy Teofil Straszewski, herbu Radwan (ur. 17 sierpnia 1876 w Rzeszowie, zm. 20 grudnia 1965 w Zakopanem) – dyplomata austro-węgierski i polski, publicysta.

## Życiorys
Ukończył gimnazjum im. Króla Jana III Sobieskiego w Krakowie (1894). Studiował prawo na Uniwersytecie Jagiellońskim (1894-1895) i na Uniwersytecie im. Fryderyka Wilhelma w Bonn (1895-1898). Na tym ostatnim otrzymał tytuł doktora praw (1899). W latach 1898–1901 pracował jako referent w galicyjskiej Ekspozyturze Prokuratorii Skarbu w Krakowie. Po zdaniu w grudniu 1900 egzaminu konsularnego w Wiedniu pracował w austro-węgierskiej dyplomacji. Najpierw był attaché w konsulacie w Belgradzie (1901–1903). Potem przeniesiony do Stanów Zjednoczonych Ameryki Północnej był kolejno wicekonsulem w Pittsburghu w Pensylwanii (1904–1908), potem w Charleston w Zachodniej Wirginii (1908-1911), konsulem w Denver w Colorado (1911–1913) i w Saint Louis w Missouri (1913–1914).
Wybuch I wojny światowej zastał go w majątku żony Bokijówce na Podolu. Był wraz z rodziną internowany w Odessie (1914–1917). Latem 1917 w ramach wymiany między Rosją a Austro-Węgrami powrócił do Galicji. Potem pracował w delegaturze austro-węgierskiego MSZ w okupowanym przez państwa centralne Kijowie (wrzesień - listopad 1918).
Od lutego 1919 pracował w MSZ odrodzonego państwa polskiego, gdzie początkowo był naczelnikiem Wydziału Amerykańskiego, następnie Wydziału Ustrojów Międzynarodowych, a od 1921 Wydziału Ogólnego w Departamencie Politycznym. Równocześnie był przewodniczącym Wyższej Komisji Dyscyplinarnej MSZ (1919-1922). Następnie konsul generalny RP w Montrealu (1922–1931). Opublikował książkę Kanada w roku 1923, Warszawa 1924. W 1931 został odwołany przez wiceministra Józefa Becka, a następnie przeszedł w stan spoczynku.
Mieszkał wraz z rodziną w Warszawie w domu spółdzielni mieszkaniowej urzędników MSZ przy ul. Górnośląskiej oraz w zakupionej w 1923 willi "Bagatela" w Zakopanem. Początkowo zajmował się publicystyką - współpracując z pismem "Droga". Prowadził także zajęcia w warszawskiej Szkole Nauk Politycznych. W latach 1932–1939 pracował w kasie głównej morskiego działu "Orbisu".
Okres okupacji hitlerowskiej przeżył w Warszawie. Podczas powstania wraz z żoną został przysypany w piwnicy. Po upadku powstania najpierw znalazł się w Milanówku skąd przedostał się Krakowa. Po II wojnie światowej mieszkał na stałe w Zakopanem. W tym czasie publikował recenzje z prac historycznych i politycznych autorów czeskich i słowackich w „Przeglądzie Zachodnim”, „Tygodniku Powszechnym”, „Życiu i Myśli” oraz „Za i przeciw”.
Pochowany w grobie rodzinnym na cmentarzu w Zakopanem, przy ul. Nowotarskiej (sektor F-3, rząd 3, grób nr 15).

## Ordery i odznaczenia
- Krzyż Oficerski Orderu Odrodzenia Polski (2 maja 1923)[5][6]
- Krzyż Kawalerski Orderu Franciszka Józefa (1908)[1]

## Rodzina
Urodził się w rodzinie inteligenckiej. Był synem filozofa i prof. UJ Maurycego Straszewskiego (1848–1921) i Marii z Sadowskich (1855–1918). Jego braćmi byli inżynier Kazimierz Straszewski (1879–1959) i botanik Henryk Straszewski (1887–1944). Od 1911 był mężem Reginy z Żeromskich (1882–1959). Mieli dwoje dzieci: Piotra (1912–1939) i Marię (1911–1982) pielęgniarkę. Jego bratankiem był producent filmowy Ryszard Straszewski (1921–1996).